# Karangpari (Bantarkawung)
Karangpari is een bestuurslaag in het regentschap Brebes van de provincie Midden-Java, Indonesië. Karangpari telt 4357 inwoners (volkstelling 2010).